# Reggiolo
Reggiolo – miejscowość i gmina we Włoszech, w regionie Emilia-Romania, w prowincji Reggio Emilia.
Według danych na rok 2004 gminę zamieszkuje 8559 osób, 199 os./km².
W Reggiolo urodził się piłkarz i trener piłkarski Carlo Ancelotti.